# Ingemar Teever
Ingemar Teever est un footballeur estonien, né le 24 février 1983 à Saue en RSS d'Estonie.
Ingemar Teever évolue au FC Levadia Tallinn, où il occupe le poste d'attaquant.

## Biographie

### Début de carrière (2002-2005)
Teever commence sa carrière professionnelle à l'âge de 19 ans au FC TVMK Tallinn, en ayant précédemment joué dans des divisions inférieures avec JK Nõmme Kalju et MC Tallinn. Avec FC TVMK Tallinn, Teever a gagné avant son départ en 2005 le championnat d'Estonie en 2005, la coupe en 2003 et la supercoupe en 2005.

### Östers IF (2006-2008)
En 2006, Teever est transféré dans le club suédois Östers IF,. Ses premières apparitions avec son nouveau club était très prometteurs, mais dès que les matches de compétition approchaient, le nombre de buts marqués par Teever diminue rapidement. Teever a marqué un total de seulement cinq buts lors de ses deux saisons en Suède, malgré son jeu régulier.

### JK Nõmme Kalju (2008-2010)
Teever a rejoint en Estonie le récemment promu JK Nõmme Kalju lors d'un prêt de Östers IF relégué en troisième division. Lors de son prêt, Teever a marqué 23 en 35 matchs ce qui fait de lui le meilleur buteur du championnat et a ainsi conduit son équipe à la 4e place du championnat à un point de la troisième place occupé par le JK Narva Trans. Après son retour en Estonie, le joueur a signé un contrat permanent avec ce même club. Mais il a été frappé par une blessure au genou le laissant éloigné des terrains pendant la première moitié de la saison. Teever revient pour seulement 6 apparitions, lorsqu'il se blesse au cou lors d'un grave accident de piscine, mais se rétablit complètement et revient pour la saison 2010.

### SC Pfullendorf (2010-2012)
Le 21 juillet 2010, Teever rejoint le club allemand SC Pfullendorf. Il passe 2 saisons en Allemagne en marquant 10 buts pour un total de 51 apparitions.

### FC Levadia Tallinn (2012-2016)
Après que son contrat ait expiré avec SC Pfullendor, Teever retourne en Estonie dans le club de football de plage estionien JK Nõmme Kalju. Il a également été convoqué en équipe d'Estonie pour les matchs de qualifications pour la coupe du monde de football de plage 2013 à Moscou début juillet. Teever a ensuite signé un contrat d'un et demi avec le club estonien FC Levadia Tallinn, et est directement ajouté à l'équipe jouant en Ligue Europa,.Teever a reçu des offres provenant de Finlande et d'Allemagne mais il a décidé de rester en Estonie pour avoir de meilleure chance de retourner en équipe nationale. Le 19 juillet 2012, Teever a fait ses débuts au club à la 74e minute lors du match de la Ligue Europa face au club chypriote Anorthosis Famagouste FC. Teever a marqué son premier but avec ce club en championnat le 23 juillet 2012 face au JK Tallinna Kalev.

## Carrière
| Saison                | Club                  | Championnat           | Championnat | Championnat | Coupe(s) nationale(s) | Coupe(s) nationale(s) | Supercoupe | Supercoupe | Compétition(s) continentale(s) | Compétition(s) continentale(s) | Compétition(s) continentale(s) | Estonie | Estonie | Total | Total |
| Saison                | Club                  | Division              | M.          | B.          | M.                    | B.                    | M.         | B.         | Comp.                          | M.                             | B.                             | M.      | B.      | M.    | B.    |
| 1997 - 1998           | JK Nõmme Kalju        | II Liiga              | -           | -           | -                     | -                     | -          | -          | -                              | -                              | -                              | -       | -       | 0     | 0     |
| 1998                  | JK Nõmme Kalju        | II Liiga              | -           | -           | -                     | -                     | -          | -          | -                              | -                              | -                              | -       | -       | 0     | 0     |
| 1999                  | MC Tallinn            | Esiliiga              | -           | -           | -                     | -                     | -          | -          | -                              | -                              | -                              | -       | -       | 0     | 0     |
| 2000                  | MC Tallinn            | Esiliiga              | -           | -           | -                     | -                     | -          | -          | -                              | -                              | -                              | -       | -       | 0     | 0     |
| 2001                  | MC Tallinn            | Esiliiga B            | -           | -           | -                     | -                     | -          | -          | -                              | -                              | -                              | -       | -       | 0     | 0     |
| 2002                  | FC TVMK Tallinn       | Meistriliiga          | -           | -           | -                     | -                     | -          | -          | -                              | -                              | -                              | -       | -       | 0     | 0     |
| 2003                  | FC TVMK Tallinn       | Meistriliiga          | -           | -           | -                     | -                     | -          | -          | C3                             | 2                              | 0                              | 1       | 0       | 3     | 0     |
| 2004                  | FC TVMK Tallinn       | Meistriliiga          | -           | -           | -                     | -                     | -          | -          | C3                             | 2                              | 0                              | 10      | 3       | 12    | 3     |
| 2005                  | FC TVMK Tallinn       | Meistriliiga          | -           | -           | -                     | -                     | -          | -          | -                              | -                              | -                              | 8       | 1       | 8     | 1     |
| 2006                  | Östers IF             | Allsvenskan           | -           | -           | -                     | -                     | -          | -          | -                              | -                              | -                              | 5       | 0       | 5     | 0     |
| 2007                  | Östers IF             | Superettan            | -           | -           | -                     | -                     | -          | -          | -                              | -                              | -                              | -       | -       | 0     | 0     |
| 2008                  | JK Nõmme Kalju        | Meistriliiga          | 35          | 23          | -                     | -                     | -          | -          | -                              | -                              | -                              | -       | -       | 35    | 23    |
| 2009                  | JK Nõmme Kalju        | Meistriliiga          | -           | -           | -                     | -                     | -          | -          | -                              | -                              | -                              | -       | -       | 0     | 0     |
| 2010 - juil. 2010     | JK Nõmme Kalju        | Meistriliiga          | 16          | 5           | -                     | -                     | -          | -          | -                              | -                              | -                              | -       | -       | 16    | 5     |
| 2010 - 2011           | SC Pfullendorf        | Regionalliga Sud      | -           | -           | 1                     | 0                     | -          | -          | -                              | -                              | -                              | -       | -       | 1     | 0     |
| 2011 - 2012           | SC Pfullendorf        | Regionalliga Sud      | -           | -           | -                     | -                     | -          | -          | -                              | -                              | -                              | -       | -       | 0     | 0     |
| juil. 2012 - 2012     | FC Levadia Tallinn    | Meistriliiga          | 15          | 9           | 2                     | 7                     | -          | -          | C3                             | 1                              | 0                              | -       | -       | 18    | 16    |
| 2013                  | FC Levadia Tallinn    | Meistriliiga          | 25          | 6           | 4                     | 3                     | -          | -          | C3                             | 1                              | 0                              | -       | -       | 30    | 9     |
| 2014                  | FC Levadia Tallinn    | Meistriliiga          | 34          | 15          | 5                     | 4                     | -          | -          | C1                             | 4                              | 1                              | 3       | 0       | 46    | 20    |
| 2015                  | FC Levadia Tallinn    | Meistriliiga          | 35          | 24          | -                     | -                     | 1          | 1          | C1                             | 2                              | 0                              | 2       | 0       | 40    | 25    |
| Total sur la carrière | Total sur la carrière | Total sur la carrière | 160         | 82          | 12                    | 14                    | 1          | 1          | -                              | 11                             | 1                              | 29      | 4       | 213   | 102   |

## Palmarès
FC TVMK Tallinn
- Champion d'Estonie : 2005
- Vainqueur de la Coupe d'Estonie : 2003
- Vainqueur de la Supercoupe d'Estonie : 2005

 JK Nõmme Kalju
- Meilleur buteur du championnat en 2008: 23 buts

 Levadia Tallinn
- Vainqueur de la Coupe d'Estonie en 2014